# Ixcapuzalco
Ixcapuzalco es una localidad mexicana del estado de Guerrero, ubicada en la región norte de dicha entidad. Es cabecera del municipio de Pedro Ascencio Alquisiras.

## Toponimia
Su nombre proviene del náhuatl y significa piedra rodeada de hormigas, aunque también se cree que el nombre podría provenir de las palabras ichcátel (algodón) y potzalli (esponjado), es decir lugar del algodón esponjado. Durante la época prehispánica la región era conocida como Pindexo.

## Historia
En la región existen vestigios de asentamientos humanos pertenecientes a diferentes etnias de los pueblos originarios, entre ellos chontales y mazatecos que fueron conquistados por los nahuas-coixcas provenientes del norte del país sometiendo la localidad al señorío de Coixtlalpan.  Aunque los más antiguos corresponden a la cultura olmeca con una antigüedad estimada de tres mil años.
En 1532, tras haber terminado la conquista de Tenochtitlan, el lugar  perteneció a la encomienda de Juan de Manzanilla y de 1550 a 1571 a la encomienda de Juan de Caravallar. Durante esta época su población estimada era de trescientos habitantes, los cuales trabajaban en las minas de Taxco.
En 1570 se construyó una capilla dedicada a San Francisco de Asís. De 1746 a 1760 fue construida la iglesia con mampostería y teja que en 1899 fue erigida como parroquia. Su primer párroco fue Febronio Jaimes, quien ejerció su cargo durante treinta y tres años. Ixcapuzalco perteneció al municipio de Ixcateopan hasta el 28 de noviembre de 1890, día en que se fundó el municipio de Pedro Ascencio Alquisiras.

## Demografía

### Población
De acuerdo con el Censo de Población y Vivienda 2010 realizado por el Instituto Nacional de Estadística y Geografía (INEGI), la localidad de Ixcapuzalco tenía ese año una población total de 711 habitantes, de los cuales 341 eran hombres y 370 eran mujeres.